# プロボクサー
プロボクサーとは、プロフェッショナルスポーツとしてボクシングを行っているボクサーのこと。

## 日本におけるプロボクサー

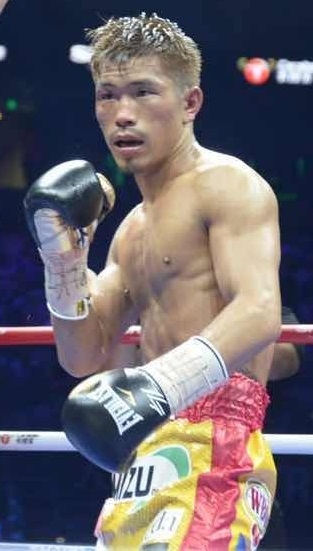
日本のプロボクサー、木村翔

日本の法律では職業としてボクシングを行うのに資格は必要ないが、所属団体によってはプロライセンスの取得（選手登録）が必要になる。ここでは日本ボクシングコミッション（JBC）の「ボクサーライセンス」を例にとって説明する。
JBCが実施するプロボクサーライセンス取得のための試験（以下、プロテスト）は、筆記と実技によって行われる。男女とも筆記は競技ルールに関する問題で構成されたペーパーテスト、実技は受験者同士による、通常2ラウンドのスパーリング形式（ヘッドギア着用、男子は1ラウンド2分30秒、インターバル30秒）で行われ、ワンツーパンチを基本とする攻撃や、ガードを中心とする守備の技能が備わっているかを審査する。このうち実技審査のスパーリングは、あくまで技能の中身を見るものであるため、対戦中に不利であったからといって不合格になるとは限らない。プロテストは後楽園ホールなどで開かれる興行の開場前に実施されることが多く、実技審査のリングも興行のものと同じものを使用する。既に高い注目度を持つ受験者の場合、スパーリングが興行の一環として一般公開される場合もある。ただし西日本ボクシング協会などでは加盟ジムを会場として使用する場合もある。
プロテストの合格率は、絶対評価で合否が決定されるため試験日によってまちまちであるが、平均すると概ね60%を超える水準にある。しかし安河内剛がJBC本部事務局長に就任した2006年頃から数年間は審査がやや厳格となり、東京地区・関西地区では1回の試験における合格率が30%強にとどまることも珍しくなかった。逆に、地方都市で行われるプロテストは、地方興行における選手人材確保の観点などから合格率が比較的高い傾向にある。
プロテストの受験資格はJBCが公認したプロのボクシングジム（日本プロボクシング協会加盟ジム）に所属する練習生で、16歳から34歳までの男女（35歳の誕生日の前日まで申込可能。未成年者には親権者の承諾書が必要となる）。2007年より受験資格年齢の上限が29歳から32歳、2016年より上限は34歳に引き上げられ、同年には下限も17歳から16歳に引き下げられた（公式試合出場は17歳以上のまま）。ただし女子に関しては、JBC公認以前に顕著な実績を持つ者に限り、特例として33歳以上の受験が可能であった時期もある（後述）。また、視力が左右ともに裸眼で0.5以上であること、コミッションが公認した病院・医師によるCT検査などの健康診断をクリアするなどの規定もある。さらに30代の受験生は頭部などのより厳重な健康診断を受けることが義務付けられている。またボクシング以外のプロスポーツとの掛け持ちは認められず、テストに合格したらボクシング以外のスポーツからは引退しなければならない。外国人は在留資格を持った者のみ受験が可能。
プロテストに合格すると、原則的にC級のライセンスが交付され、4回戦（4ラウンド制の試合）から出場することが可能となる（プロテストの段階では本人確認書類不要だが、合格しライセンス申請時には住民票か戸籍の提出が義務付けられている）。例外として、「アマチュアの経験者にして、（一社）日本ボクシング連盟の資格証明に基づき、審査のうえC級ライセンスを免除されることもあり得るものとする」（基準はアマチュア公式戦で少年の部通算5勝か成年の部通算3勝、更に県大会優勝か全国レベルの大会の県代表、いずれも不戦勝は算入しない）とされている。また、アマチュアで全日本ランキング10位以内相当の実績を持つ選手や他のプロ格闘技で顕著な実績のある選手（キックボクシング世界王座経験者の土屋ジョー、元K-1ヘビー級王者だった藤本京太郎、元K-1スーパーバンタム級王者だった武居由樹、RISE2階級制覇を達成した那須川天心など）は、別枠のB級プロテストに合格することでデビュー時からB級ライセンスを取得できる（B級プロテスト不合格でもほとんどの場合C級ライセンスは交付される）。B級テストでは実技試験の相手を現役のプロボクサーが務め、合格基準もC級のものより厳しく設定されている。B級テストに合格した場合はプロデビュー戦から6回戦（6ラウンド制の試合）から出場することができる（あくまでも「出場することができる」であるため、B級テスト合格者でも4回戦でデビューする選手も存在する）。いわゆる“4回戦ボクサー”とは、このC級ボクサーであること（後述の4ラウンド戦通算4勝をまだ果たせていない）を表す。
海外でプロボクサー経験を有する者は、JBCにて手続きを行いそれまでの戦績に応じたライセンスを取得できるが、プロテストを課す場合もある（タイでプロデビュー後にB級テスト受験した木村隼人が一例。なお、木村はテスト不合格後に韓国に移りランカーとなってからA級ライセンスを取得した）。
C級ボクサーが4回戦を通算4勝（女子は通算3勝。引分は0.5勝に換算）するとB級ライセンスへ、B級ボクサーが6回戦を通算2勝（引分はやはり0.5勝に換算）すると、A級ライセンスへと切り替えることができる（ランカーに勝利するなどした場合、6回戦1勝でもA級昇格が認められる場合がある）。なお、A級ライセンスのボクサーは、8回戦以上（8ラウンド、10ラウンド、12ラウンド制。女子は10ラウンドまで）の試合に出場することができる。8回戦で勝利すると10回戦に出場でき、日本ランキング評価の対象となる。
アマチュアでより顕著な実績（主要国際大会入賞、国内外タイトル多数など）を持つ選手がB級テストで合格した上で申請が通れば特例として飛び級でA級ライセンスを取得出来る場合もあり、過去には以下の10人がA級デビューを果たしている。
- 米倉健志（メルボルン五輪ベスト16） - 初のA級（8回戦）デビュー。
- 池山伊佐巳（東京アジア大会金メダリスト） - 唯一の10回戦デビュー。米倉と同年（1958年）デビューだが、米倉より4か月後だった。
- ロイヤル小林（ミュンヘン五輪ベスト8）
- 石井幸喜（1978年世界選手権銅メダリスト）
- 平仲明信（ロス五輪出場）
- 赤城武幸（アマチュア4冠）
- 井上尚弥（アマチュア7冠）
- 但馬ミツロ（アマチュア5冠）
- 堤駿斗（アマチュア13冠）
- 和田まどか（女子世界選手権2大会銅メダリスト） - 女子初のA級デビュー。

また、オリンピックや世界選手権で優勝などより高い実績を持つ者についてはプロテストよりA級となる場合があり、以下の4人が該当する。
- 村田諒太（ロンドン五輪金メダリスト） - 初のA級プロテスト合格者。ただしデビューは6回戦。
- 坪井智也（2021年世界選手権金メダリスト） - 初のA級プロテスト合格かつ8回戦デビュー。
- 堤麗斗（2021年世界ユース選手権金メダリスト） - ただしデビューは6回戦。
- 森脇唯人（2020年東京オリンピック日本代表）

昭和時代にはオリンピックメダリストであった田辺清、桜井孝雄、森岡栄治らデビューこそ6回戦であるものの2戦目で10回戦を戦った者もおり、平成に入っても辰吉丈一郎がプロ2戦目で東京ドーム（1990年2月11日のマイク・タイソン 対 ジェームス・ダグラス戦の前座）にて10回戦を決行した。
アマチュアからプロになる際については、2013年2月3日に開かれた日本アマチュアボクシング連盟（現・日本ボクシング連盟、以下「連盟」）総会にて、村田諒太のプロボクサー転向問題を受け、プロ側と紳士協定を結ぶ必要性が話し合われた。この前日には日本プロボクシング協会（JPBA）会長大橋秀行（大橋ボクシングジム会長）から「獲得したジムは連盟に強化費を寄付すべきだ」などと提案を受けていた。連盟は日本オリンピック委員会（JOC）からの委託金はあるものの、JOCが設置した第三者特別調査委員会の調査報告書によれば、ボクシング競技は強化費配分の基準となる2010年度の経常収益およびJOCによる2012年度の競技団体ランクで五輪競技中で最低レベルの評価である。連盟の財政規模は5446万円程度とみられているが、強化費は選手育成のため合宿・海外遠征に費やしている。連盟は、国の資金で強化した選手は連盟の財産であるとして、連盟の登録選手に対する直接勧誘の禁止、選手の引退後の生活保証などについて内規を設ける方針を示し、同年5月26日の総会でアマチュア規則細則を定めた。この細則は同年7月1日から施行されている。連盟の登録選手はあらかじめ、アマチュアボクシング憲章、倫理規定、アマチュア規則、競技規則、アマチュア規則細則に従う旨の誓約書を提出し、またプロから勧誘されたり、対価を得ての競技活動をする場合には申請書を提出して連盟の承認を得る必要があるとした（通称「村田ルール」）。その後、7月11日開催の緊急執行部会で、アンダージュニア（小学生・中学生）の登録選手には誓約書の提出を求めないことを決議している。この村田ルールは、登録選手が日本以外での国でプロボクサーになる場合にも適用される。
JBCのライセンスは有効期限が1年で、毎年1月に事実上自動的に更新される。プロボクサーはライセンス更新にあたって最近1か月以内の健康診断書提出が義務付けられており、この健康診断で重篤な疾病が発覚した場合はライセンスが更新されないことがある。また、セミリタイヤ状態にあった選手が長期ブランクから復帰する場合はプロテストの再受験を課せられる例もある。日本におけるプロボクサーの年齢制限は2023年7月までは原則的に36歳で、37歳になると自動的にライセンスは失効していた。ただし、現役のチャンピオンは王座から陥落するまで、またトーナメント戦に出場している者はそのトーナメントで結果が出るまでライセンスは有効である。
また、ライセンスの有効期限内であっても、網膜剥離など重度の眼疾が発見された場合や、脳疾患の発覚および開頭手術を伴う外科手術を受けた場合など、健康上重大な問題が発覚した場合はJBCから引退勧告の対象となり、現役続行が事実上不可能となる。ただし、網膜剥離を完治させた選手については、かつてこの眼疾を克服した辰吉丈一郎が強く復帰を望んだ結果、厳重な医療診断の上で、世界タイトルマッチまたはこれに準じる試合のみ国内での試合出場が可能となった経緯があり、さらに2013年からは完治した場合は引退勧告の対象から外されることになった。2021年12月9日の規定変更では頭蓋内出血を完治させた選手も同様となり、旧規定で引退となった山中竜也が現役復帰を表明した。「網膜剥離罹患者は事実上引退」という時代には、現役続行を諦めきれないボクサーが「一国一コミッション」の原則に反して一時存在したIBF日本などの弱小コミッションに活路を見出そうとしたり、出場にJBCライセンスを必要としない海外のリングで復帰したりする例が見受けられた。
なお現在は、世界ボクシング協会（WBA）、世界ボクシング評議会（WBC）、国際ボクシング連盟（IBF）、世界ボクシング機構（WBO）認定の世界王者、東洋太平洋ボクシング連盟（OPBF）認定の東洋太平洋王者、WBO認定のアジア太平洋王者、あるいは日本王者となったキャリアを持つ者、WBA、WBC、IBF、WBO認定の世界タイトル挑戦経験者、現役の世界ランカー（WBA、WBC、IBF、WBOの15位以内）、あるいは日本ランカーに限り、37歳を過ぎても試合に出場することが可能である。ただし、この特例の申請はその選手の最終試合から3年以内（2008年のルール改正以前に最終試合に出場した者については5年以内）とし、JBCによる審査とコミッションドクターによる頭部MRI検査など特別診断をパスすることが条件となる。身体に異常が見つかった場合や、直前の試合内容に年齢的・肉体的な衰えが顕著であった場合などはJBCより引退勧告が出され、以後は特例の認可はされなくなる。
2023年7月19日のJBC理事会において、安全性の向上を理由に35歳以上のライセンス更新あるいは再交付に当たり前出の特別診断をパスすることを条件に、年齢制限を撤廃することが決められた。

### 女子

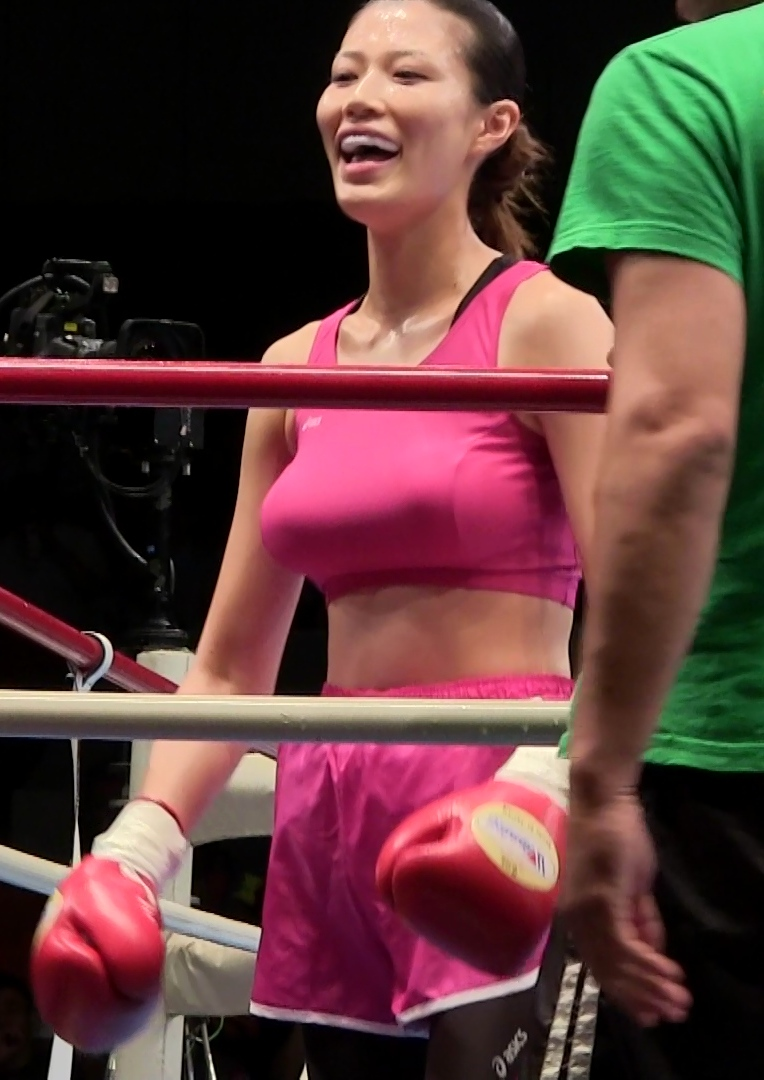
日本の女子プロボクサー、高野人母美

JBCによる女子プロボクシングの公認は2008年であるが、それ以前からも非公認ながら国内で女子プロボクシングが行われていた。
日本初の女子プロボクサーは高築正子とされている。高築は女子プロボクシングが既に解禁された1970年代後半の米国でデビューを果たし、帰国後に全日本女子格闘技連盟にてキックボクサーとボクシングルールの試合を行った。
全日本女子格闘技連盟解散後、女子プロボクシングは長らく途絶えるが、1990年代にマーシャルアーツ日本キックボクシング連盟（MAキック）で当時の理事長山木敏弘の発案によりボクシングルールの試合が組まれ、後に日本女子ボクシング協会（JWBC）として独立し、以降の管理・運営に当たっていた。JWBC時代は年齢制限はなく、フリーのジムやキックボクシングなど他格闘技との掛け持ちも認め、さらにプロテスト審査もJBCより緩かったため、100人を超えるプロボクサーがJWBC管理下で活動していた。
JBCに移行してからは基本的に男子同様の受験資格等に合わせられたが、特例として初年度はJWBCや海外、アマチュアで実績のある選手は33歳以上でも受験を認め、2009年にも再度33歳以上36歳以下に特例を適用した。
また、プロテストとは別にプロトライアルマッチと呼ばれる準公式試合に出場して20ポイントを獲得すればC級ライセンスが交付され、これについては年齢制限は設けず、37歳以上でもJBCの審査と特別診断を通過すればライセンスを得られる。
2013年にもアマチュアでタイトルを多数獲得した好川菜々（当時35歳）が特例でB級プロテストを受験して合格した。
現在、女子ボクシングの競技人口増加と認知度アップを目的として様々な検討が重ねられている。
2017年にはJBC女子ボクサーライセンス保持者は141人まで増加した。2021年現在は122人。
2017年より女子日本育成ランキングが開始され、段級位問わず1勝以上、B級テスト合格者は即座でランキング評価の対象になるが、女子日本王座挑戦については6回戦1勝以上で権利が与えられる。

### アマチュア国際大会経験者
オリンピック（OG）・世界選手権（WC）の出場経験を有するJBCボクサーライセンス取得者。特記なき場合は日本代表。*は女子。
- 米倉健志（1956年OG）
- 田辺清（1960年OG銅）
- 芳賀勝男（1960年OG）
- 桜井孝雄（1964年OG金）
- 高山将孝（1964年OG）
- 丸山忠行（1964年OG）
- 吉野洲太（1964年OG）
- 森岡栄治（1968年OG銅）
- タッド岡本（1968年OG）
- ワルインゲ中山（1968年OG銅・72年OG銀） -  ケニア代表
- ロイヤル小林（1972年OGベスト8）
- 石垣仁（1976年OG）
- 瀬川幸雄（1976年OG）
- 石井幸喜（1978年WC銅）
- 古口哲（1978年WC）
- 田名部雅寛（1982年WC）
- 平仲明信（1984年OG）
- 赤城武幸（1986年WC）
- オルズベック・ナザロフ（1986年WC銅） -  ソビエト連邦代表
- スラブ・ヤコブレフ（ロシア語版）（1986年WC銅） -  ソビエト連邦代表
- 東悟（1984・88年OG）
- スラフ・ヤノフスキー（1988年OG金） -  ソビエト連邦代表
- フセイン角海老（1988年OG銅） -  パキスタン代表
- 瀬川設男（1988年OG・89年WC）
- 勇利アルバチャコフ（1989年WC金） -  ソビエト連邦代表
- カズ有沢（1991年WC）
- 三谷大和（1991年WC）
- 崔鉄洙（1992年OG金） -  北朝鮮代表
- 松橋拓二（1999年WC）
- 内山高志（2003年WC）
- 佐藤幸治（2003年WC）
- 五十嵐俊幸（2004年OG）
- デスティノ・ジャパン（2004年OG） -  ドミニカ共和国代表
- 上林巨人（2007年WC）
- 藤岡奈穂子*（2008年WC）
- 丸亀光（2009年WC）
- 池原シーサー久美子*（2008・10年WC）
- 井上尚弥（2011年WC）
- 好川菜々*（2008・12年WC）
- 村田諒太（2011年WC銀・12年OG金）
- 清水聡（2012年OG銅）
- 藤田健児（2013年WC）
- 斎藤一貴（2013年WC）
- チャオズ箕輪*（2008・10・12・16年WC）
- 佐伯霞*（2016年WC）
- 馬場龍成（2017年WC）
- 和田まどか*（2014・18年WC銅）
- 晝田瑞希*（2018年WC）
- 柳井妃奈実*（2018年WC）
- 村田昴（2019年WC）
- セムジュ・デビッド（2021年OG） -  ウガンダ代表
- 森脇唯人（2021年OG）
- 今永虎雅（2021年WC）
- 堤駿斗（2021年WC）
- 堤麗斗（2021年WC）
- 坪井智也（2021WC金）
- 荒竹一真（2021・23年WC）
- 田中将吾（2021・23年WC）
- 荒本一成（2023年WC）
- 大橋蓮（2023年WC）
- 亀田正毅（2023年WC） -  南アフリカ共和国代表

## 海外（JBC以外）

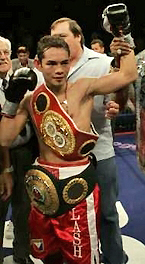
ノニト・ドネア

### JBCのプロボクサーライセンスを保持している著名人
元プロボクサーとしての芸能界入りを除く。
- 山田隆夫
- 片岡鶴太郎[注1 1]
- 和泉修[注1 2]
- 山川豊
- 川口力哉[注1 3]
- 桂歌蔵
- 森脇健児
- 桂文鹿[注1 2]
- 郷司利也子[注1 4]
- 山本博（ロバート）[注1 5]
- 春川恭亮（劇団EXILE）
- 安田由紀奈[注1 2]
- 高野人母美[注1 6]
- クレイ勇輝[注1 7]
- 小野木里奈
- 大関さおり[注1 8]
- さち[注1 9]
- 山本千尋
- 五味洸一
- 渡辺光
- 山下翼[注1 2]
- 横浜流星
- 古田敬郷（TBSテレビアナウンサー）[注1 10]
- 佐野岳
- 重岡大毅（WEST.）